# Hubrecht van den Eynde
Hubrecht van den Eynde (Anversa, 11 ottobre 1593 – Anversa, 18 settembre 1662) è stato uno scultore fiammingo primo membro della famiglia di artisti Van den Eynde. Fu uno degli artisti fiamminghi di primo piano che nel diciassettesimo secolo abbandonarono le formule manieriste artificiose in favore di un maggiore realismo.

## Biografia
Nacque nella famiglia Van den Eynde di Anversa, la quale produsse diversi artisti e mercanti fiamminghi. Suo fratello e suo nipote, Cornelis van Eynde e Jan van den Eynde II (autore dell'Abbazia di Averbode), ad esempio, furono due mercanti e importanti architetti fiamminghi. Nella seconda parte del XVII secolo, questa famiglia divenne una delle più importanti famiglie di scultori di Anversa, finendo per controllare il mercato scultoreo di Anversa insieme alle famiglie Quellinus, Verbrugghen, Willemssens e Scheemaeckers.
Dopo una prima formazione presso la bottega di un artista sconosciuto, fu registrato come maestro presso la Gilda di San Luca, ad Anversa, nel settembre del 1620. Nel maggio del 1622 si iscrive al sodalizio di uomini non sposati Sodaliteit van de bejaerde jongmans, una fraternità per scapoli fondata dall'ordine gesuita. Fu inoltre membro della Gilda di Massoni di Anversa.
Tra i pupilli di Van den Eynde si annoverano suo cugino Sebastiaen van den Eynde, suo figlio Norbertus van den Eynde e suo nipote Sebastiaen de Neve, oltre che Pauwels Creuls, Peeter Jansen, Peeter Creun e Jacques Jehan.
Van den Eynde si sposò due volte. La sua prima moglie fu Elizabeth Schorkens. Dopo la morte di quest'ultima attorno al 1624, egli sposò Elizabeth van Breen, che gli diede un figlio, il futuro scultore Norbertus.
Fu influenzato principalmente dallo stile barocco del Rubens. Van den Eynde è noto principalmente per le sue sculture religiose e arredi sacri, sebbene abbia lavorato anche ad alcuni progetti secolari. Tra le sue opere si annoverano le decorazioni scultoree del tribunale e della borsa di Anversa, l'altare della chiesa di Nostra Signora di Dendermonde, la scultura Dio Padre, Creatore dell'Universo nella Chiesa di Nostra Signora della Buona Volontà di Duffel, la Vergine con Gesù Bambino, scultura in arenaria, oggi nel Maagdenhuis Museum di Anversa, le sculture religiose create per la Cattedrale di Anversa (di cui oggi rimangono in situ le sculture marmoree di Gedeone e Giosuè), e il Waterpoort, un arco di trionfo eretto ad Anversa in onore di Carlo V. Quest'ultimo fu precedentemente attribuito al Rubens, e risale al 1624.
Van den Eynde fu incluso nella serie di ritratti di cento artisti famosi prodotta da Anthony van Dyck. Fu uno degli unici tre scultori ad essere incluso in tale collezione (gli altri furono Johannes van Mildert e Andreas de Nole).

## Opere

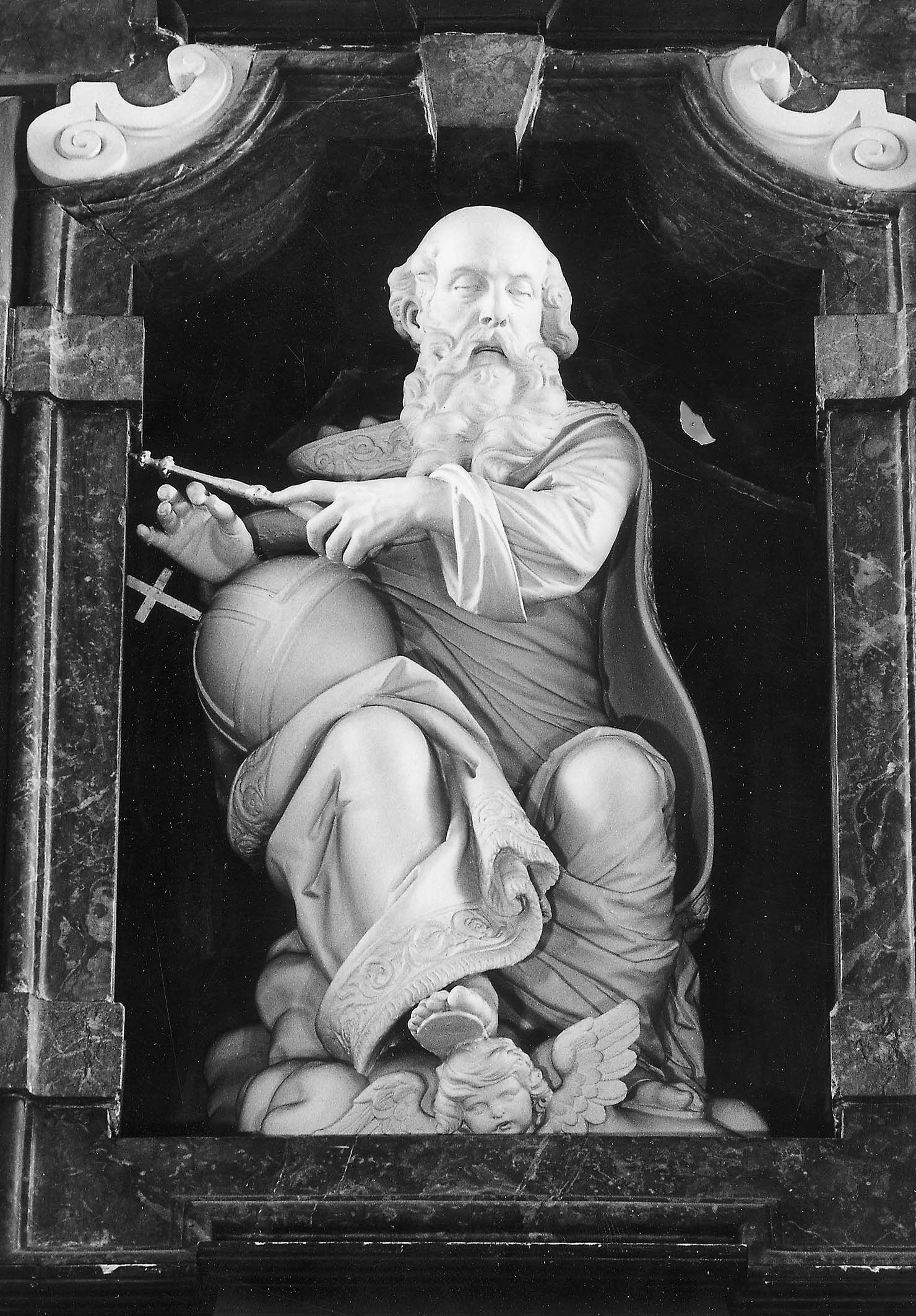
Dio Padre, Creatore dell'Universo, Chiesa di Nostra Signora della Buona Volontà, Duffel

- Waterpoort, arco di trionfo, 1624, Zuiderdokken, Zuid Antwerp, Anversa.
- Crocifissione di Meirbrugge, 1635, Cattedrale di Anversa, Anversa.
- Vergine con Gesù Bambino, statua in arenaria, 1636, Maagdenhuis Museum, Anversa.
- Altare dell'abbazia di Averbode, 1640, Averbode.
- Altare laterale della chiesa di San Rumbold, 1648, Steenokkerzeel.
- Altare maggiore della chiesa di Nostra Signora della Buona Volontà di Duffel, 1648, Duffel.
- Dio Padre, Creatore dell'Universo, scultura marmorea, c. 1653, Chiesa di Nostra Signora della Buona Volontà, Duffel.
- Gedeone, statua marmorea, 1651-1670, Cattedrale di Anversa, Anversa.
- Giosuè, statua marmorea, 1651-1670, Cattedrale di Anversa, Anversa.